# Arquidiocese de Santa Fe de Antioquia
A Arquidiocese de Santa Fe de Antioquia (Archidiœcesis Sanctae Fidei de Antioquia) é uma circunscrição eclesiástica da Igreja Católica situada em Santa Fe de Antioquia, Colômbia. Atualmente está vacante. Sua Sé é a Catedral basílica da Imaculada Conceição de Santa Fe de Antioquia.
Possui 48 paróquias servidas por 90 padres, contando com 284075 habitantes, com 88,3% da população jurisdicionada batizada.

## História
A diocese de Antioquia foi erigida em 31 de agosto de 1804, recebendo o território da diocese de Cartagena e de Popayán (ambas arquidioceses atualmente) e da arquidiocese de Santafé en Nueva Granada (atual Arquidiocese de Bogotá). Originalmente era sufragânea da arquidiocese de Santafé en Nueva Granada.
Em 14 de fevereiro de 1868 por força do decreto Apostolici ministerii da Congregação Concistorial foi suprimida e cedeu o seu território em vantagem da ereção da diocese de Medellín (hoje uma arquidiocese). Já em 29 de janeiro de 1872 com a bula Super oecumenica do Papa Pio IX a sé de Antioquia foi restabelecida e recebe da diocese de Medellín parte do seu antigo território. Em 16 de abril de 1875 cede a Medellín outros 26 municípios.
Em 24 de fevereiro de 1902 a diocese passou a fazer parte da província eclesiástica da arquidiocese de Medellín.
Em 5 de fevereiro de 1917 in virtude da bula Quod catholicae do Papa Bento XV cedeu agora uma parte do território para a ereção da diocese de Santa Rosa de Osos e nesse tempo foi unida aeque principaliter à diocese de Jericó, que fora ereta em 29 de janeiro de 1915, e assume o nome de diocese de Antioquia-Jericó.
Em 3 de julho de 1941 por força da bula Universi dominici gregis do Papa Pio XII a diocese se divide, dando origem à diocese de Jericó e à presente diocese, que retornou à denominação anterior da diocese de Antioquia.
Em 18 de junho de 1988 cedeu ainda uma parte do território para o benefício da ereção da diocese de Apartadó e, ao mesmo tempo, em virtude da bula Spiritali sane do Papa João Paulo II, foi elevada à arquidiocese metropolitana com o nome atual.
Em 22 de novembro de 2003 cedeu as cidades de Murindó e de Vigía del Fuerte à diocese de Quibdó, e ao mesmo tempo recebe as cidades de Ebéjico, Liborina, Peque, San Jerónimo, Sopetrán, Olaya, Sabanalarga e o distrito de Palmitas na cidade de Medellín, que pertencia à diocese de Santa Rosa de Osos.

## Prelados
| #                        | Nome                              | Período    | Notas                               |
| Arcebispos               | Arcebispos                        | Arcebispos | Arcebispos                          |
| ------------------------ | --------------------------------- | ---------- | ----------------------------------- |
| 4º                       | Hugo Alberto Torres Marín         | 2023-      | Atual                               |
| 3º                       | Orlando Antonio Corrales García   | 2007-2022  | Arcebispo emérito                   |
| 2º                       | Ignacio José Gómez Aristizábal    | 1992-2007  | Arcebispo emérito                   |
| 1º                       | Eladio Acosta Arteaga, C.I.M. †   | 1988-1992  |                                     |
| Bispos                   |                                   |            |                                     |
| 14º                      | Eladio Acosta Arteaga, C.I.M. †   | 1970-1988  |                                     |
| 13º                      | Guillermo Escobar Vélez †         | 1955-1969  |                                     |
| 12º                      | Luis Andrade Valderrama, O.F.M. † | 1944-1955  |                                     |
| 11º                      | Francisco Cristóbal Toro Correa † | 1917-1942  |                                     |
| 10º                      | Maximiliano Crespo Rivera †       | 1911-1917  | Nomeado Bispo de Santa Rosa de Osos |
| 9º                       | Manuel Antonio López de Mesa †    | 1902-1908  |                                     |
| 8º                       | José María Villalba †             | 1900-1901  |                                     |
| 7º                       | Juan Nepomuceno Rueda †           | 1892-1900  |                                     |
| 6º                       | Jesús María Rodríguez Balbín †    | 1883-1891  |                                     |
| 5º                       | Joaquín Guillermo González †      | 1873-1883  |                                     |
| 4º                       | Domingo Antonio Riaño Martínez †  | 1854-1866  |                                     |
| 3º                       | Juan de la Cruz Gómez y Plata †   | 1835-1850  |                                     |
| 2º                       | Mariano Garnica y Orjuela, O.P. † | 1827-1832  |                                     |
| 1º                       | Fernando Cano Almirante, O.F.M. † | 1818-1825  | Nomeado Bispo de Ilhas Canárias     |
| Bispos auxiliares        |                                   |            |                                     |
|                          | Guillermo Escobar Vélez           | 1952-1955  | Elevado a Bispo                     |
| Administrador apostólico |                                   |            |                                     |
|                          | Elkin Fernando Álvarez Botero     | 2022-2023  | Bispo de Santa Rosa de Osos         |